# Joseph Banks Rhine
Joseph Banks Rhine (29 de setembre de 1895 – 20 de febrer de 1980), generalment conegut com a J. B. Rhine, va ser un botànic nord-americà que va establir la parapsicologia com una branca de la psicologia. Juntament amb Zener va inventar les cartes Zener.
Va fundar el laboratori de parapsicologia de la Universitat de Duke, la Journal of Parapsychology (Revista de parapsicologia), la Foundation for Research on the Nature of Man (Fundació per a la investigació sobre la naturalesa de l'home) i la Parapsychological Association (Associació parapsicològica).
Rhine va escriure les obres Extrasensory Perception (Percepció extrasensorial) i Parapsychology: Frontier Science of the Mind (Parapsicologia. Ciència fronterera de la ment).

## Llegat
Rhine, juntament amb William McDougall, va encunyar el terme "parapsychology" (" parapsicología "), traduint un terme alemany introduït per Max Dessoir. S'ha dit que Rhine va desenvolupar, per si mateix, una metodologia i conceptes per a la parapsicologia com una forma de psicologia experimental; no obstant això, les seves grans contribucions, algun treball anterior, tant analític com estadístic, s'havien dut a terme a Europa, notablement els treballs experimentals d'Oliver Lodge .
Rhine va fundar institucions necessàries per a la contínua professionalització de la parapsicologia als Estats Units, incloent-hi la formació de l'Associació Parapsicològica. La seva organització estava originalment associada a la Universitat de Duke, però ara n'està separada.

## Crítiques

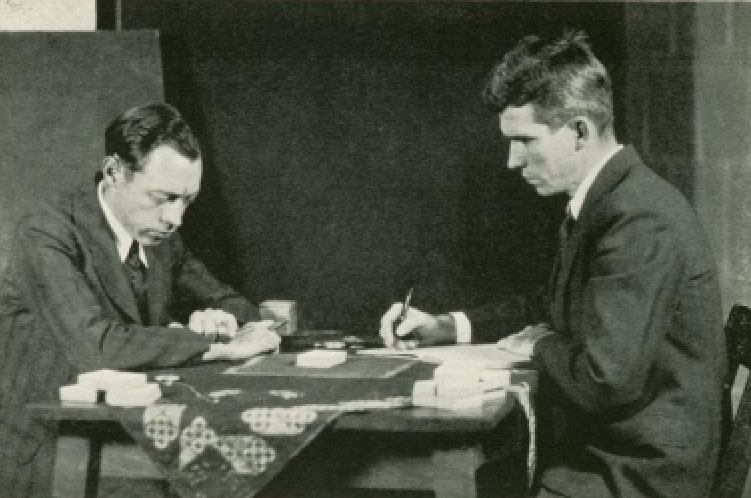
Hubert Pearce amb Joseph Banks Rhine.

Segons Martin Gardner, els seus resultats mai no han estat duplicats. Gardner mai va descartar fenòmens paranormals o de percepció extrasensorial, però va sentir que en alguns casos es "temptava Déu". Rhine ho va intentar repetidament, però amb fracassos que mai va reportar.
Gardner va criticar Rhine per no revelar els noms d'assistents que va agafar fent trampa:
La seva monografia "Security Versus Deception in Parapsychology" publicat a la seva revista (vol. 38, 1974) prossegueix 23 pàgines. [. . . ] Rhine selecciona dotze casos mostra d'experimentadors que van cridar la seva atenció entre 1940 i 1950, quatre d'ells enxampats "in flagrant". Ni un sol nom és esmentat. Un es pregunta quines monografies van publicar.
James D. MacFarland i Walter Levy són dos assistents la conducta tramposa dels quals s'ha fet pública. Gardner afirma tenir informació privilegiada que els arxius de Rhine contenen “material que suggereix conducta fraudulenta de part de Hubert Pearce”.

El 1983 la seva esposa Louisa Rhine va escriure un llibre titulat "Something Hidden" ("alguna cosa oculta"), en el qual afirma (Gardner 1988:240-43) que:
Jim [James D. MacFarland] en realitat consistentment falsificava els seus registres [. . . ] Per produir encerts extra Jim va haver de recórrer a esborradures i transposicions als seus registres de sèries d'identificacions.

## Obra
- Rhine, JB (1934). Extra-Sensory Perception. Boston, MA, US: Bruce Humphries.
- Rhine, JB (1937). New Frontiers of the Mind. New York, NY, US.
- Rhine, JB, Pratt, JG, Stuart, CE, Smith, BM, Greenwood, JA (1940). Extra-Sensory Perception After Sixty Years. New York, NY, US: Henry Holt.
- Rhine, JB (1947). The Reach of the Mind. New York, NY, US: William Sloane.
- Rhine, JB (1953). New World of the Mind. New York, NY, US: William Sloane.
- Rhine, JB, & Pratt, JG (1957). Parapsychology: Frontier Science of the Mind. Springfield, IL, US Charles C. Thomas.
- Rhine, JB, & Associates (Eds.). (1965). Parapsychology from Duke to FRNM. Durham, NC, US: Parapsychology Press.
- Rhine, JB, & Brier, R. (Eds.). (1968). Parapsychology Today. New York, NY, US: Citadel.
- Rhine, JB (Ed.). (1971). Progress in Parapsychology. Durham, NC, US: Parapsychology Press.
- Rhine, JB (2021). Letters 1923-1939: ESP and the Foundations of Parapsychology. McFarland & Co Inc.